# Eresidae
Famille
Les Eresidae sont une famille d'araignées aranéomorphes.

## Distribution

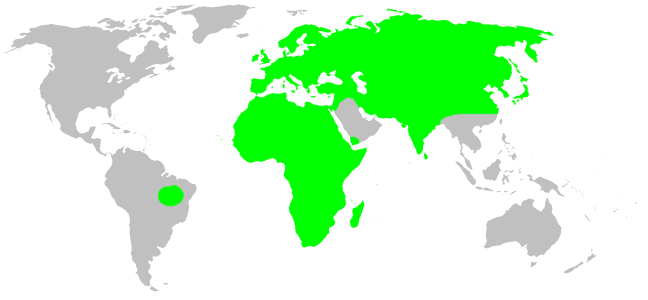
Distribution

Les espèces de cette famille se rencontrent en Eurasie, en Afrique au Brésil.

## Description
Ce sont des araignées entélégynes et cribellates. Elles sont de couleur sombre et très velues. La partie céphalique est massive, presque carrée. La disposition oculaire est remarquable : les deux yeux latéraux antérieurs et les deux yeux latéraux postérieurs sont placés de sorte à former dans l'ensemble un trapèze. Elles habitent un tube de soie enfoncé dans le sol et terminé par un auvent.

## Paléontologie
Cette famille n'est pas connue à l'état fossile. Cependant une toile fossile a été attribuée au genre Seothyra.

## Taxonomie
Cette famille rassemble 96 espèces dans neuf genres.

## Liste des genres
Selon World Spider Catalog (version 15.5, 16/11/2014) :
- Adonea Simon, 1873
- Dorceus C. L. Koch, 1846
- Dresserus Simon, 1876
- Eresus Walckenaer, 1805
- Gandanameno Lehtinen, 1967
- Loureedia Miller, Griswold, Scharff, Rezác, Szüts, & Marhabaie, 2012
- Paradonea Lawrence, 1968
- Seothyra Purcell, 1903
- Stegodyphus Simon, 1873

## Publication originale
- Berendt, 1845 : Die organischen Bernstein-Einschlusse im Allgemein. Die im Bernstein befindlichen organischen Reste der Vorwelt gesammelt in Verbindung mit Mehreren bearbeitet und herausgegeben von Berlin, Nicholaischen Buchhandlung, vol. 1, no 1, p. 41-60.